# Family Reunion
Family Reunion è una canzone del gruppo musicale statunitense Saliva, estratta come singolo dal loro sesto album in studio Cinco Diablo (2008).
L'ex cantante Josey Scott ha dichiarato che il testo parla dell'entusiasmo dei fan del gruppo, durante le esibizioni dal vivo. La canzone, pubblicata come singolo nel 2008, ha debuttato alla posizione numero 14 della classifica di Billboard Mainstream Rock Tracks.